# SPECTRE (organisatie)
SPECTRE (SPecial Executive for Counter-intelligence, Terrorism, Revenge and Extortion, in het Nederlands Speciale Uitvoerende Eenheid voor Contraspionage, Terrorisme, Wraakacties en Afpersing) is een fictieve terroristische organisatie die voorkomt in de James Bondverhalen van Ian Fleming en in de gelijknamige films die gebaseerd zijn op de boeken. De organisatie staat onder leiding van Ernst Stavro Blofeld en kwam voor het eerst voor in het boek Thunderball, en in de eerste James Bondfilm, Dr. No.

## Filosofie en doelen
Het doel van deze organisatie is geld vergaren door afpersing en werelddominantie. Als voorbeeld noemt Ernst Stavro Blofeld de strategie van drie Siamese kempvissen: twee van hen vechten en als er eentje gewonnen heeft, vecht de derde vis tegen de uitgeputte winnaar. Blofeld heeft het hierover in de James Bondfilm From Russia with Love. Blofeld hoopt conflicten te creëren tussen vijanden (dit zie je in de film You Only Live Twice, waarin SPECTRE satellieten steelt van de Verenigde Staten en van de Sovjet-Unie, in de hoop dat de landen elkaar de schuld geven) zodat Blofeld daarna de verzwakte winnaar kan verslaan.
In zowel het boek als in de film Thunderball is het hoofdkwartier van SPECTRE in Parijs, 35 Avenue d'Eylau. In de roman is hun dekmantel de organisatie FIRCO, die zogenaamd Franse verzetsleden lokaliseert. In de film is hun dekmantel de "International Brotherhood for the Assistance of Stateless Persons".

## Leden

### SPECTREs hoogste rangen
SPECTREs belangrijkste leden kregen nummers toegewezen, die als codenamen dienden. In de romans werd er om de zoveel tijd willekeurig van nummer gewisseld om SPECTREs vijanden te verwarren (in Thunderball is Blofeld nummer 1 en Largo nummer 2). In de films dienden de nummers juist als aanduiding van de rangen. In de films wordt iemand uit SPECTRE aangesproken als "Agent Number (..)".

#### Romans
De hoge rangen van SPECTRE bestaan in de roman Thunderball uit 22 leden. Allereerst Blofeld en zijn plaatsvervanger Largo. Daaronder staan nog twintig personen: de wetenschappers Kotze en Maslov, en zes drietallen van verschillende nationaliteiten: drie ex-leden van SMERSH, drie Sicilianen van de maffia, drie Fransen van Union Corse (het syndicaat van Marc-Ange Draco), drie voormalige agenten van de Gestapo, drie ex-leden van de geheime dienst van Joegoslavië en drie Turkse misdadigers.

#### Films
1. Ernst Stavro Blofeld, de leider van de organisatie (From Russia with Love, Thunderball, You Only Live Twice, On Her Majesty's Secret Service, Diamonds Are Forever, For Your Eyes Only en Spectre). In de roman You Only Live Twice wurgt Bond hem. In de filmreeks gooit Bond hem in For Your Eyes Only in een grote fabriekspijp. Nadat de Bondfilms met Daniel Craig een herstart kregen, keerde Blofeld terug in de film Spectre, waarin hij op het einde wordt gearresteerd.
2. Emilio Largo, Blofelds plaatsvervanger, die de leiding had over het Plan Omega (Thunderball) Never Say Never Again (onofficiële bondfilm, hij heet hier Maximillio Largo). Werd geraakt door een harpoen in Thunderball.
3. Rosa Klebb, een overgelopen SMERSH-agente (From Russia with Love), werd, vermomd als schoonmaakster, doodgeschoten (in de roman werd ze slechts gevangengenomen en kwam ze later om). In You Only Live Twice komt een Aziatische man voor (gespeeld door Burt Kwouk) die blijkens de aftiteling nummer 3 geworden is.
4. Een onbekende Aziatische man (in You Only Live Twice, blijkens de aftiteling).
5. Kronsteen (From Russia with Love), werd vergiftigd met een schoen met een uitklapbaar mes in de film From Russia with Love (in de originele roman bleef Kronsteen in leven). In Thunderball is er een nieuwe nummer 5 aangesteld.
6. Colonel Jacques Bouvar (Thunderball, vaak foutief Boitier genoemd), een Franse moordenaar.
7. Onbekend (komt naamloos voor in Thunderball).
8. Onbekend.
9. Onbekende man; stal van de organisatie en werd hierop door Blofeld geëxecuteerd (Thunderball)
10. Onbekend; verzorgde de moord op een Fransman die naar de Russen overliep (Thunderball)
11. Onbekende man die zich bezighoudt met drugshandel (Thunderball). Later wordt Helga Brandt de nieuwe nummer 11 als secretaresse van mr. Osato (You Only Live Twice)

### Handlangers zonder bekend nummer

#### Romans
Uit de roman Thunderball:
- Giuseppe Petacchi
- Count Lippe
- Dr Kadinsky
- Dr Kotze

#### Films
- Dr. No (Dr. No)
- Professor Dent (Dr No)
- Miss Taro (Dr No)
- Red Grant (From Russia With Love)
- Morzeny (From Russia With Love)
- Fiona Volpe (Thunderball)
- Count Lippe (Thunderball)
- Vargas (Thunderball)
- Hans (Blofelds lijfwacht in You Only Live Twice)
- Mr. Osato (You Only Live Twice)
- Irma Bunt (On Her Majesty's Secret Service)
- Mr. Wint en Mr. Kidd (Diamonds Are Forever)
- Mr. White (Casino Royale)
- Le Chiffre (Casino Royale)
- Dominic Greene (Quantum of Solace)
- Mr. Hinx  (Spectre)
- Max Denbigh, als C (Careless) (Spectre)

## Locaties
- Crab Key, het eiland waar Dr. No zijn basis heeft (Dr No)
- SPECTRE-eiland, een geheimzinnig trainingskamp (From Russia With Love)
- Palmyra, de villa van Largo (Thunderball)
- De Disco Volante, Largo's jacht (Thunderball)
- Osato Chemicals, in Tokyo (You Only Live Twice)

### Locaties waar Blofeld aanwezig is geweest
- Een enorm jacht in de haven van Venetië (From Russia With Love)
- Hoofdkwartier te Parijs (Thunderball; FIRCO in de roman)
- Vulkaanbasis, van waaruit raketten gelanceerd kunnen worden (You Only Live Twice)
- Piz Gloria, Blofelds kliniek in de Alpen (On Her Majesty's Secret Service)
- Willard Whytes appartement in The Whyte House (Diamonds Are Forever)
- Een booreiland in de Golf van Californië (Diamonds Are Forever)
- Informatiekwartier te Marokko (Spectre)

## Plannen en ondergang

### Romans

#### Thunderball
SPECTRE opereert al drie jaar als een particuliere organisatie die (zoals haar naam aangeeft) onder meer liquidaties en spionage uitvoert tegen betaling. Het daadwerkelijk bestaan van deze organisatie is in deze drie jaar niet aan buitenstaanders bekend. In haar eerste drie jaar heeft SPECTRE winst geboekt uit de volgende operaties:
- Opduiking van Himmlers juwelen uit de Mondsee, om door te verkopen in Beiroet.
- Diefstal van een kluis uit het MWD-hoofdkwartier in Oost-Berlijn; doorverkocht aan de CIA.
- Diefstal van 3 kilo heroïne in Napels (van de maffia); doorverkocht in Los Angeles.
- Diefstal van bacillen uit een chemische fabriek in Bilsen; doorverkocht aan de MI6.
- Afpersing van een Duitse oorlogsmisdadiger.
- Liquidatie van een Franse wetenschapper die naar het Oostblok overliep, tegen betaling van de Franse geheime dienst.
- Gijzeling van de dochter van een Amerikaanse zakenman. Tijdens de gijzeling heeft een van de leden seks met haar gehad. Mogelijk is ze zelfs door hem verkracht. Hierop geeft Blofeld de helft van het geld terug en executeert hij de schuldige.

##### Plan Omega
Als kroon op het werk lanceert SPECTRE nu, onder leiding van nr. 1, Emilio Largo, het Plan Omega: twee kernkoppen worden gestolen van de NAVO voor een enorm losgeld. Mogelijk zal hierna alle winst verdeeld worden waarna de organisatie zal worden opgeheven. Dankzij James Bond loopt het plan op het nippertje uit op een fiasco: een klap die SPECTRE niet meer te boven kwam, aangezien vrijwel alle hoge leden bij de uitvoering aanwezig waren (behalve Blofeld). Dankzij de bekentenissen van een van hen werd het hoofdkwartier in Parijs binnengevallen, maar Blofeld is nergens meer te bekennen. De organisatie werd mogelijk opgeheven.

#### The Spy Who Loved Me
In het jaar dat daarop volgt blijkt SPECTRE (of een restant ervan) waarschijnlijk nog actief te zijn. Bond vertelt later aan ene Vivienne Michelle, hoe hij naar Canada gestuurd werd om te voorkomen dat een Duitse agent van SPECTRE een overgelopen Rus zou liquideren.

#### On Her Majesty's Secret Service
Hoewel Bond na een jaar zoeken naar Blofeld meent dat deze overleden is, en er geen spoor van een herleving van SPECTRE lijkt te vinden, komt Bond uiteindelijk toch weer op het spoor van Blofeld, die in Zwitserland verblijft. De structuur van zijn nieuwe organisatie doet denken aan die van SPECTRE. Blofelds plan om de Britse landbouw aan te vallen met virussen is mogelijk tegen betaling van een onbekende mogendheid.

#### Nasleep
Als Bond SPECTRE voorgoed verslagen heeft vermoordt Blofeld zijn bruid, Tracy. Korte tijd later wordt Bond per toeval opnieuw op hem afgestuurd en rekent Bond voorgoed met zijn aartsvijand af.
Later, in de romans van John Gardner, wordt SPECTRE heropgericht. In de roman For Special Services staan zij onder leiding van Nena Bismaquer, die Blofelds dochter blijkt te zijn. In Role of Honour heeft de Amerikaans-Libanese Tamil Rahani de leiding van SPECTRE op zich genomen, en infiltreert Bond bij hen. In Nobody Lives Forever zet de stervende Rahani een prijs op Bonds hoofd.

### Films

#### Dr No
SPECTRE wordt in de eerste Bondfilm Dr No al genoemd. Dr. Julius No blijkt voor de organisatie te werken, en verklaart dat de Russen en Amerikanen zijn diensten weigerden, maar nu beiden zullen boeten. Het precieze doel van zijn operatie (het saboteren van raketlanceringen van Cape Canaveral) wordt hiermee niet onthuld. Dr. No's basis wordt vernietigd, maar SPECTRE blijft actief.

#### From Russia With Love
Dit is de eerste film waarin Blofeld voorkomt, zij het met zijn gezicht buiten beeld. Schaakmeester Kronsteen heeft in zijn opdracht een plan ontwikkeld om een Lektor van de Russen te stelen (op zo'n manier dat het lijkt alsof de MI6 dit doet, waarna SPECTRE hem tegen betaling voor de KGB zal terugbezorgen) en wraak te nemen op James Bond door hem op vernederende wijze te vermoorden. Aan het hoofd van de operatie staat Rosa Klebb, een overgelopen SMERSH-agente. Het plan mislukt echter: door zijn slimheid en kracht blijkt Bond opgewassen tegen Red Grant. Aangezien Blofeld al onderhandeld heeft met de Russen over het terugkopen van hun machine wordt er met spoed op Bond gejaagd, maar tevergeefs.

#### Thunderball
De film Thunderball volgt het verhaal van de roman redelijk trouw: SPECTRE kaapt twee kernkoppen van de NAVO om een enorme som losgeld te eisen. Blofeld wordt in de film wederom buiten beeld getoont. James Bond verijdelt hun plannen uiteindelijk.
In het begin van de film vindt een vergadering plaats waarop ook andere activiteiten van SPECTRE genoemd worden. Deze wijken enigszins af van de operaties die in de roman tijdens de vergadering besproken worden. Het zijn:
- Afpersing van een Japanse dubbelagent, door Nummer 7.
- Liquidatie van een naar de Russen overgelopen Franse wetenschapper, door Nummer 10.
- Raadgeving aan de daders van de grote treinroof, door (de nieuwe) Nummer 5.
- Distributie van Chinese drugs in de Verenigde Staten, door Nummer 9 en Nummer 11; Nummer 9 heeft een groot deel van het geld verduisterd en wordt hierom door Blofeld geëxecuteerd.

#### You Only Live Twice
Hoewel SPECTRE in de vorige films toch wat zware klappen heeft gehad, keert de organisatie in deze film haast sterker en ambitieuzer terug. Vanuit een dode vulkaan in de Japanse Zee lanceert SPECTRE speciale raketten om zowel Amerikaanse als Russische ruimtevluchten te saboteren. SPECTRE hoopt dat de grootmachten tegen elkaar uitgespeeld worden zodat er een Derde Wereldoorlog uitbreekt. Uit een gesprek tussen Blofeld en twee Oost-Aziatische mannen blijkt dat Blofeld hiervoor betaald wordt door een buitenlandse mogendheid. Met behulp van de Japanse Geheime Dienst weet Bond hun basis binnen te dringen (waar hij Blofeld voor het eerst ontmoet) en te vernietigen. Blofeld ontsnapt op het nippertje.

#### On Her Majesty's Secret Service
Hoewel Blofeld in deze film een stuk minder machtig lijkt is SPECTRE waarschijnlijk nog steeds actief: Bond zegt immers tegen Draco dat de organisatie wereldwijd opereert. Na twee jaar zoeken vindt Bond Blofeld in de Zwitserse Alpen. Blofeld runt hier een anti-allergiekliniek onder de schuilnaam 'Comte Balthazar de Bleuchamp'. In werkelijkheid is Blofeld van plan zijn patiëntes te hypnotiseren zodat ze op zijn bevel een virus zullen loslaten dat alle graan- en veesoorten vernietigt. Blofeld wil dit plan als ultimatum voorleggen aan de Verenigde Naties, in ruil voor amnestie en de adellijke titel uit zijn schuilnaam. Bond verhindert dit nog net en laat Blofeld voor dood achter. De schurk overleeft echter en vermoordt samen met Irma Bunt Bonds kersverse bruid Tracy.

#### Diamonds Are Forever
In de proloog van deze film reist Bond de wereld over op zoek naar Blofeld en vermoordt hem uiteindelijk. Daarna wordt hij op een grootschalige diamantensmokkel gezet, in handen van een onbekende organisatie. Wanneer hij binnendringt in het appartement van de vermoedelijke leider, Willard Whyte, treft hij niemand minder dan Blofeld aan! Blofeld (de vermoorde man was een dubbelganger) heeft Whytes plaats ingenomen. SPECTRE gebruikt de diamanten in een laser-satelliet, sterk genoeg om een raketbasis mee te vernietigen. Na de satelliet getest en gedemonstreerd te hebben op enkele militaire doelwitten, wordt er een ultimatum vrijgegeven: als er geen losgeld betaald wordt zullen er meer aanslagen volgen. SPECTRE hoopt zo andermaal de grootmachten tegen elkaar uit te kunnen spelen om daarna zelf toe te kunnen slaan en de wereld te domineren. Het plan mislukt en Washington D.C. wordt op het nippertje gered; Blofeld lijkt om te komen. SPECTRE verschijnt hierna niet meer in de films en is vermoedelijk ten onder gegaan.

#### For Your Eyes Only
Na lange tijden niet meer in de films te hebben opgetreden keert Blofeld terug. In de openingsscène wordt al snel met hem afgerekend doordat James Bond hem in een grote fabriekspijp laat vallen. In de aftiteling wordt echter gesproken over een Man in Wheelchair, dus is het niet bekend of het daadwerkelijk Blofeld was. Waarschijnlijk had dit te maken met de strijd tussen Albert R. Broccoli en Kevin McClory over de rechten van SPECTRE. Hoogstwaarschijnlijk heeft Broccoli met deze scène afscheid genomen van SPECTRE.

#### Spectre
De Bondfilms kregen in 2006 met het aantreden van Daniel Craig een zogenoemde reboot en nadat de geschillen met de erfgenamen van McClory werden opgelost, keerden Blofeld en SPECTRE in 2015 weer terug op het witte doek. In deze film blijkt dat Bonds eerdere grote tegenstanders in deze tijdlijn allen deel uitmaakten van SPECTRE. Bond infiltreert een zeldzame vergadering van de organisatie in Rome. Hierop worden zaken besproken waaruit blijkt dat SPECTRE zich onder andere bezighoudt met zaken als prostitutie en het verkopen van illegale medicijnen in Derde Wereldlanden. Een groot plan om de inlichtingendiensten van meerdere landen in een groot surveillancenetwerk samen te voegen blijkt uiteindelijk opgezet door agenten van SPECTRE, met het doel om totale controle te krijgen. In deze versie is Blofeld in werkelijkheid Franz Oberhauser, de zoon van Bonds vroegere voogd Hannes Oberhauser. Op het einde van de film wordt hij gearresteerd.

## Films waarin SPECTRE voorkomt
- Dr. No
- From Russia with Love
- Thunderball
- You Only Live Twice
- On Her Majesty's Secret Service
- Diamonds Are Forever
- Spectre
- No Time to Die

Film waar alleen Blofeld, de leider van SPECTRE, in voorkomt:
- For Your Eyes Only

Films waar SPECTRE indirect in voorkomt:
- Casino Royale
- Quantum of Solace
- Skyfall

In de niet-officiële James Bondfilm:
- Never Say Never Again

## Trivia
- Blofeld is een van de weinige vijanden (samen met Jaws en Mr. White) die in meerdere James Bondfilms voorkomen.
- Blofelds gezicht was voor het eerst te zien in de film You Only Live Twice. In de eerdere films bleef zijn gezicht buiten beeld.
- Blofeld werd in bijna elke film door een andere acteur gespeeld. Ook zijn stem werd niet altijd door dezelfde acteur gedaan.
- Dr. No is de enige film waarin SPECTRE wel voorkomt, maar Blofeld niet.
- Emilio Largo had een ooglapje.
- Dr. No had twee ijzeren handen. Hij was zijn echte handen verloren bij een experiment met radioactiviteit.
- Officieel zou SPECTRE ook in The Spy Who Loved Me een rol spelen, maar door de strijd om de rechten van SPECTRE tussen Broccoli en McClory is de rol van Blofeld aangepast in die van Karl Stromberg, maar in principe is het een soortgelijk personage.
- In de onofficiële film Never Say Never Again, een remake van Thunderball, werd de naam Emilio Largo veranderd in Maximilian Largo. Largo was in deze versie weer Nummer 1, terwijl Blofeld geen nummer had, maar Opperbevelhebber was.